# عملة 1 رين

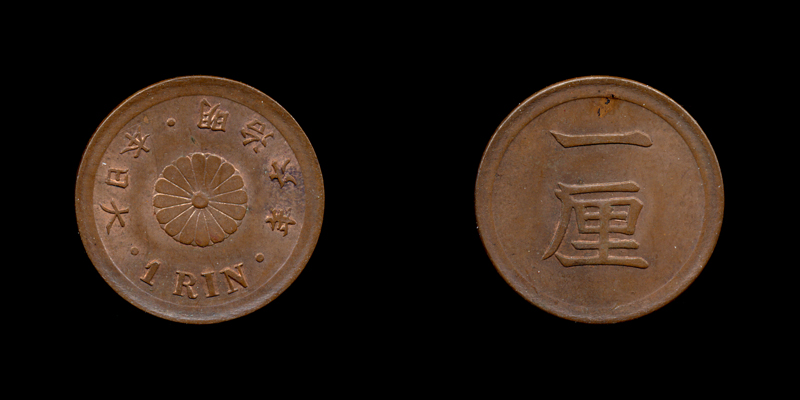
عملة رين واحدة من عام 1873 (السنة 6)

عملة 1 رين one rin coin (一厘銅貨) كانت عملة يابانية تبلغ قيمتها واحدًا على ألف من الين الياباني، حيث أن 10 رين تساوي 1 سين، و100 سين تساوي 1 ين.  لم تعد العملات المعدنية متداولة حاليا، ولكن يتم شراؤها وبيعها من قبل متخصصي العملات المحترفين وهواة جمع العملات المعدنية.

## تاريخه
تم سك عملة 1 رين لأول مرة عام 1873 بعد وقت قصير من اعتماد اليابان لنظام العملة الجديد في أعقاب إصلاحات ميجي.  يعتمد هذا النظام الجديد على وحدات الين مع عملات معدنية فرعية بوحدات سين ورين. تم تضمين عملات 1 رين كأدنى فئة، بقيمة جزء من ألف من الين لكل عملة. في وقت اصدارها، كانت عملة 1 رين تقريبا مساوية في القيمة لعملة مون الواحدة في نظام العملة القديم.  جميع عملات 1 رين مصنوعة من سبيكة برونزية، ويبلغ قطرها خمسة أثمان البوصة (15.75 ملم)، ويبلغ وزنها خمسة عشر حبة (0.9 غرام).  من عام 1873 - 1875، تم إنتاج ملايين القطع من عملات 1 رين سنويًا قبل أن ينخفض سكها بشكل حاد لاحقا. خلال هذا العام الأخير، تشير سجلات سك العملة أنه تم ضرب 3,038,000 قطعة نقدية من فئة رين في أوساكا بين فبراير وديسمبر من عام 1875. ومع ذلك، ينخفض هذا المبلغ إلى 223,190 عند تضمين الفترة الزمنية من 16 أغسطس 1875 إلى 30 يونيو 1876.   التقديرات الحديثة التي ذكرتها منشورات كراوس تعطي سكًا قدره 23000 قطعة نقدية فقط تم إنتاجها في عامي 1876 و1877 
لم يتم سك أي عملات معدنية من عام 1878 إلى عام 1881 باستثناء 810 قطعة مدرجة تم ضربها في عام 1880 لإدراجها في مجموعات الهدايا لكبار الشخصيات. وجد عدد قليل من هذه العملات طريقها للتداول لاحقًا.  تم تصنيع عملات 1 رين في النهاية للتداول مرة أخرى في عام 1882، عندما تم إنتاج ملايين العملات المعدنية. وارتفعت هذه المبالغ لاحقًا إلى عشرات الملايين حتى تم إلغاء العملة بعد عامين. كان قرار التخلي عن عملة 1 رين في عام 1884 بسبب "صغر حجمها غير المناسب"، مما جعل استخدامها غير شعبي.  سُمح لعملات معدنية واحدة من النظام القديم بالتداول مع الرين حتى تم سحبها من التداول في 31 ديسمبر 1891. في العام التالي تم إنتاج عملات 1 رين مؤرخة في عام 1892 (العام 25) للمرة الأخيرة للحصول على أمثلة غير متداولة لعرضها في المعرض الكولومبي العالمي. 
عام 1896 أشارت مجلة التجارة إلى أن العملات المعدنية اليابانية القديمة لا تزال ضرورية للمعاملات الصغيرة في المناطق الريفية. نظرًا لأن حجمها لا يزال يمثل مشكلة، فقد تم استبعاد عملات 1 رين من هذه العملية لأنها لم يتم تداولها "على الإطلاق".  فقدت عملات 1 رين قيمتها في النهاية حيث لوحظ بحلول عام 1904 أن قيمة 1 رين كانت تستحق 1⁄10 فلس أو1⁄20 بنس أمريكي.  تم إخراج جميع عملات 1 رين من التداول في نهاية عام 1953 وتم إلغاء تداولها. أصدرت الحكومة اليابانية قانون جديد خلال هذا الوقت ألغى العملات الثانوية لصالح وحدة عملة واحدة هي الين الياباني. 

## العملة المتداولة
فترة مييجي
فيما يلي أرقام تداول عملة الرين الواحدة، والتي تم سكها جميعًا بين العامين السادس والخامس والعشرين من حكم ميجي. تبدأ جميع التواريخ بالرمز الياباني 明治 (ميجي)، متبوعًا بسنة حكمه التي تم سك العملة المعدنية فيها. تتم قراءة كل عملة في اتجاه عقارب الساعة من اليمين إلى اليسار، لذلك في المثال المستخدم أدناه، ستقرأ "七十" على أنها "السنة 17" أو 1884.
- "السنة" ← "الرقم الذي يمثل سنة الحكم" ← "اسم الامبراطور" (مثال: 年 ← 七十 ← 治明)

| سنة الحكم       | التاريخ الياباني | التاريخ الميلادي | سك العملة      |
| --------------- | ---------------- | ---------------- | -------------- |
| السادس          | 六               | 1873             | 6٬979٬260      |
| السابع          | 七               | 1874             | 4٬881٬630      |
| الثامن          | 八               | 1875             | 3٬718٬840      |
| التاسع          | 九               | 1876             | 23٬000         |
| العاشر          | 十               | 1877             | 23٬000         |
| الثاث عشر       | 三十             | 1880             | 810            |
| الخامس عشر      | 五十             | 1882             | 3٬632٬360      |
| السادس عشر      | 六十             | 1883             | 14٬128٬150     |
| السابع عشر      | 七十             | 1884             | 16٬009٬130     |
| الخامس والعشرون | 五十二           | 1892             | Not circulated |

## جمع العملات
يمكن عادةً العثور على التواريخ الشائعة لعملة 1رين عبر الإنترنت، وفي محلات الرهن حيث تختلف الأسعار اعتمادا على حالة العملة. خارج هذه التواريخ هناك أربعة أنواع نادرة يتم بيعها بكميات أكبر بكثير بسبب انخفاض سكها. يعود تاريخ أولها إلى عامي 1876 و1877 (العامين التاسع والعاشر) وكانا مخصصين للتداول. مثال على عملة معدنية مؤرخة في عام 1876 (السنة 9) جلبت 12.075.00 دولار أمريكي في مزاد عام 2011، في حين تم بيع عملة معدنية مؤرخة في عام 1877 (السنة 10) بمبلغ أقل بالآلاف. لم تكن القطعتان الأخيرتان المؤرختان في عام 1880 (العام 13) و1892 (العام 25) مخصصتين للتداول حيث تم صنعهما خصيصًا كقطع عرض. تحتوي عملات 1 رين التي يرجع تاريخها إلى عام 1880 (العام 13) على 810 قطعة فقط، ولكن يُعتقد أن الكمية الفعلية المسكوكة أقل. تم بيع أحد الأمثلة بحالة AU58 مقابل 12,650.00 دولار أمريكي في مزاد عام 2011. تم استخدام عملات معدنية مؤرخة عام 1892 (العام 25) للعرض في شيكاغو في المعرض الكولومبي العالمي، وبيعت قطعة فريدة بمبلغ 63.250.00 دولار أمريكي في عام 2011. يوصى بالتصديق من قبل خدمة تصنيف العملات المعدنية لعملات الرين الواحدة، حيث أن تصميمها المبسط جعلها هدفًا للمزيفين.

## الملاحظات
1. ↑  Coins dated "1880" "1892" (year 13 & 25) were not minted for circulation
2. ↑  For perspective: With a diameter	of 15.75 mm, one rin coins are smaller than modern Euro cents (16.25 mm), U.S. Dimes (17.91 mm), Five pence coins (18.0 mm), and 1 yen coins (20.0 mm)
3. ↑  Two different varieties exist that have the character "MEI" being separate versus connected. Their mintage is combined in the following column.
4. ↑  1892 dated coins were never intended for circulation as they were made for the المعرض العالمي الكولومبي as exhibits.[10]